# Condylostylus flavizonatus
Condylostylus flavizonatus är en tvåvingeart som beskrevs av Octave Parent 1954. Condylostylus flavizonatus ingår i släktet Condylostylus och familjen styltflugor.
Artens utbredningsområde är Colombia. Inga underarter finns listade i Catalogue of Life.